# Artàxides d'Ibèria
Els Artàxides d'Ibèria o Artašesiani (en georgià არტაშესიანი) foren els membres d'una branca de la dinastia artàxida d'Armènia que va regnar en aquest país del 189 aC fins vers el 12 dC. La branca georgiana (o d'Ibèria) va regnar allí a partir del 90 aC i fins vers el 189.

## Llista dels reis artàxides d'Ibèria
- Adreki (Aderc) (fill de Bartom/Parnavaz II), seria el mateix personatge que Pharsman I segons Toumanoff, però més probablement seria Mitridates d'Ibèria
- Pharsman I cap al 1 aC-58 dC o 2aC a 55 dC (net adoptiu de Parnavaz II/Bartom)

Regne dividit?
- Bartom II rei a Mtsekheta vers 55-72 (fill de Pharsman I / d'Adreki, podria ser el mateix personatge que Mitridates d'Armènia)
- Qartam 55-72 (germà) (Rei a Armaz)
- Kaos 72-87 (fill de Bartom II) (Rei a Mtskheta)
- Armazel 87-? (fill) (Rei a Mtskheta)
- Derok ? (fill) (Rei a Mtskheta)
- Mirdat I o Mitridates I (fill) (o segons Cyril Toumanoff fill de Pharsman I) (Rei a Mtskheta)

- Pharsman 72-87 (segons les cròniques fill de Qartam, rei a Armaz)
- Azork 87-1? (fill) (Rei a Armaz)
- Hamazasp I (o Amazap I) 106-116 (fill)) (Rei a Armaz)
- Pharsman II Kveni (el Benfactor) 116-142 o 116-132 (fill) (Rei a Armaz)

- Radamist (Adam) 142-145 o 132-135 (fill)
- Pharsman III 145-185 o 135-185 (fill)
- Hamazasp II (o Amazap II) 185-189 (fill)
- Hamazasp III (o Amazap III), de 260 à 265, pretendent i vassall Sassànida.